# Režim
Režim  (iz francuskog jezika régime [m.], „vladavina“) opisuje obično diktatorski oblik vlasti ili pojedinih vlada i odnosi se na niz uvjeta, najčešće političke prirode.
Izraz se koristi često u svrhu omalovažavanja ili u svrhu smanjiti vrijednost jedne vlade.
Režimi su uglavnom diktatorski i često se ne radi o demokratski legitimiranoj vladi.
Pojam je uglavnom negativo konotiran. 